# Tumu (Amanuban Tengah)
Tumu is een bestuurslaag in het regentschap Timor Tengah Selatan van de provincie Oost-Nusa Tenggara, Indonesië. Tumu telt 1275 inwoners (volkstelling 2010).